# کهتوان
کهتوان (به انگلیسی: Khatwan) یک روستا در پاکستان است که در ناحیه خوشاب واقع شده‌است.